# Ocurí (Potosí)
Pour les articles homonymes, voir Ocurí.
Ocurí est une petite ville du département de Potosí, en Bolivie, et le centre administratif du municipio d'Ocurí dans la province de Chayanta. Elle est située à 100 km au nord de Potosí, la capitale du département, sur la crête d'une montagne à 4 026 m d'altitude, sur le Río Ocurí, un affluent du Río Guadalupe et du Río Guadalajara. Ocurí a une population d'environ 2 200 habitants.
Ocurí est située sur la route 6, qui relie Oruro et Sucre. La route 6 parcourt près de 1 000 km et relie entre eux les départements de Chuquisaca, Santa Cruz, Potosí et Oruro.